# Cimetière national de Fayetteville
Le cimetière national de Fayetteville est un cimetière national des États-Unis situé sur le côté sud de la ville de Fayetteville, dans le comté de Washington, en Arkansas. Il couvre près de 15 acres (6,1 ha) et en avril 2017 contient 9 830 des inhumations.

## Histoire
La parcelle d'origine de 6 acres ( Unité «  » inconnue du modèle {{Conversion}}.) de terrain pour le cimetière national est achetée en 1867 auprès du juge David Walker et Stephen Stone, des noms aussi associés à la maison historique Walker-Stone à Fayetteville. Le plan original est un cercle extérieur autour d'une étoile à six branches avec des diamants entre les points de l'étoile et un mât de drapeau au centre. Il y a dix-huit sections, avec une capacité estimée de 1 800 tombes. Les premières inhumations sont des corps déplacés des cimetières des champs de bataille de la bataille de Prairie Grove et de la bataille de Pea Ridge. En 1871, il y a 1 200 inhumations dans le cimetière, dont la plupart sont non-identifiées.

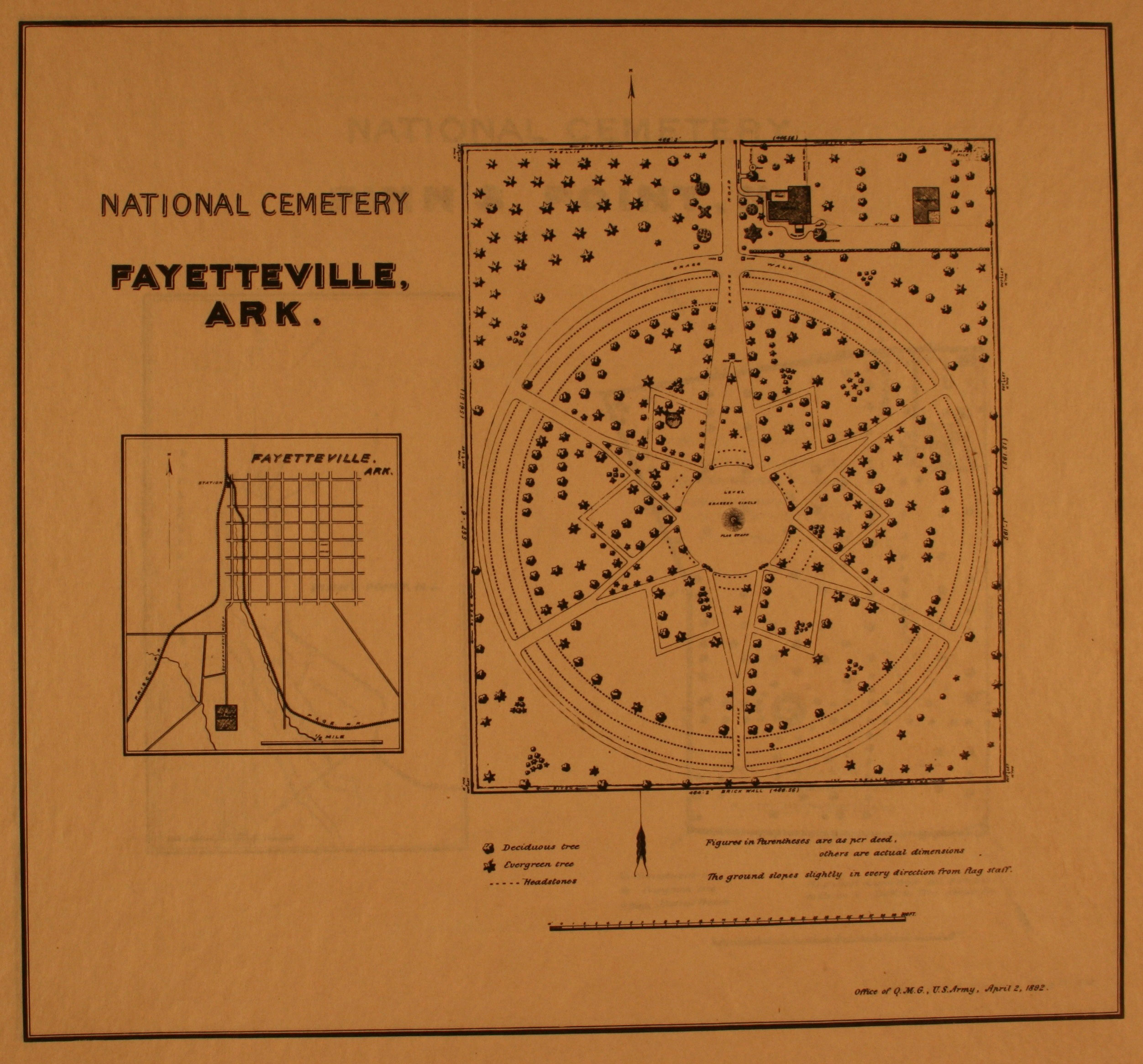
Schéma du cimetière national de Fayetteville - 1892

Au cours de la seconde guerre mondiale, le cimetière est agrandi, l'implantation est revue, et cinq autres sections sont ajoutées.
En 1989, la société d'amélioration u cimetière national régional (Regional National Cemetery Improvement Corporation - RNCIC - un groupe de gens du pays, des anciens combattants, et d'autres bienfaiteurs) rassemble assez d'argent pour acheter  3 acres (1,2 ha) de terrain supplémentaires, et en fait don au cimetière. Le groupe poursuit ses efforts au fil des ans et a offre de nombreuses parcelles de terrain. Parmi leur don le plus récent et le plus grand, on retrouve 2,3 acres (0,9 ha) au cimetière national le 9 novembre 2013.
Le cimetière nationale de Fayetteville est inscrit sur le Registre national des lieux historiques le 28 juillet 1999.

## Monuments notables
- Mémorial du soldat de la guerre d'indépendance, érigé au début des années 1990.
- Mémorial de la Purple Heart, érigé en 2000 en l'honneur des récipiendaire de la Purple Heart.

## Inhumations notables
- Clarence B. Craft, récipiendaire de la médaille d'honneur
- Vance Randolph, auteur et folkloriste Ozarks[5]